# Gornet-Cricov
Gornet-Cricov é uma comuna romena localizada no distrito de Prahova, na região de Muntênia. A comuna possui uma área de 27.94 km² e sua população era de 2536 habitantes segundo o censo de 2007.